# Zhou Yang
Zhou Yang (Changchun, 9 juni 1991) is een Chinese shorttrackschaatsster. Ze is drievoudig olympisch kampioene.

## Carrière
Zhou won in de seizoenen 2008/2009 en 2009/2010 de eindstand van de wereldbeker shorttrack over 1500 meter. Op de Olympische Winterspelen 2010 won ze de gouden medaille in de 1500 meter-race. Naast de gouden medaille voor de 1500 meter won ze tijdens de Winterspelen van 2010 een tweede gouden medaille met haar 3000 meter-aflossingsploeg. Ze zette een nieuwe wereld- en olympisch record in de halve finale van de 1000 meter. De overheid bekritiseerde haar na haar overwinning in 2010, omdat ze vergeten was om haar regering en het land te bedanken. Dit heeft echter veel controverse aangewakkerd op het internet en de gouverneur in kwestie werd in een slecht daglicht gezet.
Zhou won ook medailles op het wereldkampioenschap shorttrack, maar werd nog nooit wereldkampioene. Haar olympische titel op de 1500 meter prolongeerde ze in Sotsji 2014.

## Resultaten op de langebaan
| Jaar | WK Afstanden                    |
| ---- | ------------------------------- |
| 2020 | 14e massastart 7e achtervolging |